# 神椿工作室
神椿工作室（英語：KAMITSUBAKI STUDIO）是日本的創意工作室，同時也是負責藝人經紀與管理的獨立音樂廠牌。由總部位於東京都目黑區的株式会社THINKR營運。

## 概要
KAMITSUBAKI STUDIO成立於2019年10月18日，正好是花譜出道滿一週年。該工作室自稱為「源自YouTube的創意廠牌」，旗下藝人包括虛擬YouTuber、VOCALOID製作人、插畫家等。KAMITSUBAKI STUDIO前身為音樂廠牌「KAMITSUBAKI RECORD」，並擁有官方周邊商品網路商店「FINDME STORE」、時尚品牌「TPNN」等。製作人是PIEDPIPER，負責旗下藝人的製作、監修等相關工作。
PIEDPIPER在發掘了カンザキイオリ與花譜這兩位藝人後，設立了KAMITSUBAKI STUDIO並擔任製作人。KAMITSUBAKI STUDIO的構想是在日本打造既像88rising那樣，又以YouTube為基礎的創意廠牌。隨著他遇見如今隸屬於該工作室的多位創作者與藝人，這個構想也逐漸成形。與早期角色扮演性強、扮演虛擬角色的虛擬YouTuber不同，KAMITSUBAKI STUDIO旗下藝人們的特色在於以音樂為核心，進行具有高度紀實性的活動。此外，他們採用以藝人為主體、透過粉絲社群創造收益的商業模式，這與依賴廣告費的網紅型商業模式不同。藉由以YouTube為主要活動平台，他們也獲得了類似媒體的傳播能力優勢。
2023年7月，KAMITSUBAKI STUDIO宣布整合SINSEKAI STUDIO，並重新編組為4個新的音樂廠牌。2024年5月8日，宣布建立新的工作室「ALLT STUDIO」與「PHASE STUDIO」，並將部分藝人轉移至這些工作室。

## 所屬藝人
以下內容參考自官方網站。

### PHENOMENON RECORD
- V.W.P－Virtual Witch Phenomenon-
  - 花譜（KAF）
  - 理芽（日语：理芽）（RIM）
  - 春猿火（日语：春猿火）（harusaruhi）
  - ヰ世界情緒（日语：ヰ世界情緒）（isekaijoucho）
  - 幸祜（日语：幸祜）（koko）
- te'resa（日语：te'resa）－定位為「寫實風格」的虛擬藝人[16]。同時也隸屬於IMAGINARY STUDIO[17]。
- CIEL（日语：CIEL）－於2019年底舉辦的KAMITSUBAKI STUDIO試鏡「神椿市異住定獸課」中被發掘的歌手[18]。
- 音樂的同位體
- 廻花（日语：廻花）

## 外部連結
- 官方网站